# Пертия, Тамаз Ревазович
Тама́з Рева́зович Пе́ртия (груз. თამაზ რევაზის ძე პერტია; род. 23 декабря 1974, Тбилиси) — грузинский футболист и футбольный тренер.

## Биография
Перед началом сезона 1997 года пять грузинских футболистов «Сконто», в том числе и Пертия, были отданы в аренду «Вентспилсу». Позже он был отдан в аренду тираспольскому «Шерифу».
В 1998 году по просьбе главного тренера сборной Латвии Реваза Дзодзуашвили участвовал в тренировочной игре между сборной Латвии и играющими в Латвии грузинскими футболистами.
Даже после окончания своей профессиональной карьеры Тамаз Пертия продолжал играть в мини-футбол в чемпионате Даугавпилса.
5 октября 2009 года, решением правления ЛФФ, «Динабург» был исключён из чемпионата Латвии, а президент Олег Гаврилов и главный тренер Тамаз Пертия пожизненно дисквалифицированы из латвийского футбола. В официальном заявлении говорится, что «представители команды, несмотря на многократные предупреждения и дисквалификацию из Балтийской лиги в 2007 году, в течение длительного периода времени участвовали в тотализаторе, манипулировали результатами игр, что подтверждают неоспоримые доказательства, полученные из компетентных организаций, в том числе УЕФА».
2 июня 2010 года Дисциплинарная комиссия ЛФФ отменила пожизненную дисквалификацию Тамаза Пертии, применив условную дисквалификацию с испытательным сроком до 1 июля 2011 года, и он сразу же был назначен на пост главного тренера даугавпилсской «Даугавы».
После смены руководства «Даугавы» 14 июля 2011 года Тамаз Пертия ушёл с поста главного тренера. Но 2 августа 2011 года возглавил рижский «Олимп», подписав контракт до конца сезона с дальнейшей возможностью его продления.